# Três de Maio
Três de Maio est une ville de la microrégion de Santa Rosa dans le Nord-Ouest de l’État du Rio Grande do Sul au Brésil.